# پناهگاه حیات وحش خور و خلاصی
پناهگاه حیات وحش خور و خلاصی یک پناهگاه حیات وحش با مساحت ۶۱۰۶ هکتار است که در استان هرمزگان در ایران قرار دارد. این پناهگاه حیات وحش طبق مصوبهٔ شمارهٔ  در تاریخ  در فهرست مناطق تحت حفاظت سازمان محیط زیست ایران قرار گرفت.